# Ronin FC
Ronin FC es un club de fútbol catalán fundado en 2025 por el creador de contenido vasco Ibai Llanos. Actualmente milita en el grupo 25 de la Cuarta catalana. La creación del club se anunció en agosto de 2025 y a las pocas horas tuvo miles de seguidores en sus redes sociales, también anunció que estaba buscando jugadores para formar parte de su equipo. Su creación generó críticas considerables por la falta de raíces del club en la zona, por el nombre del club nacido en Japón (ronin significa samurái sin maestro), porque a pesar de ser un club creado en Cataluña no utiliza el catalán como lengua de comunicación y por el hecho de que un creador de contenido creó un nuevo club, dijo, mientras que otros con mucha más historia desaparecen por razones económicas. El equipo juega sus partidos en casa en el Campo Municipal de Rubí.